# Окироя
Окироя (др.-греч. Ὠκυρ(ρ)όη, также Окирроя, Окироэ, Окиронея) — имя персонажей древнегреческой мифологии.
1. Девушка с Самоса, дочь Имбраса и Хисии. В Милете на празднике Артемиды Аполлон хотел похитить её, моряк Помпил помог ей бежать. Однако Аполлон похитил деву, а Помпила превратил в рыбу.
2. Также Гиппа. Дочь кентавра Хирона и Харикло. Чаще всего Окирою изображали как молодую красивую девушку, иногда — как кентавриду. Обладала даром прорицания. Миф об Окирое содержится в «Метаморфозах» Овидия: когда Хирон принёс маленького Асклепия в свой дом, Окироя подробно предсказала всю его будущую судьбу. Но не успела Окироя завершить свою речь о грядущем величии Асклепия, как разгневанные боги превратили её за разглашение сокровенных тайн судьбы в бессловесную кобылицу. (Овидий, «Метаморфозы», II, 636—680.)